# Дрентведе
Дрентведе (нем. Drentwede) — община в Германии, в земле Нижняя Саксония.
Входит в состав района Дипхольц. Подчиняется управлению Барнсторф. Население составляет 1017 человек (на 31 декабря 2010 года). Занимает площадь 30,31 км².
Коммуна подразделяется на 2 сельских округа.
| Год  | Население |
| ---- | --------- |
| 1990 | 1069      |
| 1995 | 1073      |
| 2000 | 1039      |
| 2005 | 1055      |
| 2010 | 1038      |